# Dan (Benin)
Dan ist ein Arrondissement im Departement Zou im westafrikanischen Staat Benin. Es ist eine Verwaltungseinheit, die der Gerichtsbarkeit der Kommune Djidja untersteht.

## Demografie und Verwaltung
Gemäß der Volkszählung 2013 des beninischen Statistikamtes INSAE hatte das Arrondissement 14.964 Einwohner, davon waren 7204 männlich und 7760 weiblich.
Von den 95 Dörfern und Quartieren der Kommune Djidja entfallen neun auf Dan:
1. Agbohoutogon
2. Assantoun
3. Daanon-Kpota
4. Dan
5. Dridji
6. Hanagbo
7. Lalo
8. Linsinlin
9. Wokou

## Verkehr
Im Dorf Dan liegt ein Bahnhof an der Bahnstrecke Cotonou–Parakou, die allerdings – wie das gesamte Eisenbahnnetz des Landes – seit 2019 ohne Verkehr ist.